# Abu Sa'id Uthman I
Abū Saʿīd ʿUthmān ibn Yaghmurāsan (in arabo أبو سعيد عثمان بن يغمراسن‎?; ... – Tlemcen, 6 giugno 1304) è stato il secondo sovrano della dinastia zayyanide, salì al trono alla guida del Regno di Tlemcen (Maghreb centrale) dopo la morte del padre Yaghmurasan ibn Zayyan avvenuta nel 1283, regnando fino alla data della sua morte, avvenuta nel 1303.

## Biografia
Continuò l'opera di espansione del Regno di Tlemcen iniziata dal padre Yaghmurasan ibn Zayyan, conquistando Mazouna e Ténès. Prudenzialmente inviò doni al sultano hafside dell'Ifriqiya, entrando così in buone relazioni con i suoi vicini a oriente.
La dinastia zayyanide invece, fin dalla sua nascita era in conflitto con i Merinidi del Maghreb al-Aqsa (Maghreb occidentale, attuale Marocco). Quando salì al trono il sultano merinide Abu Ya'qub Yusuf al-Nasr, ʿUthmān fomentò la ribellione di alcuni suoi familiari che tentarono di detronizzarlo, tra cui il figlio Abū ʿĀmir, e, quando Abū Yaʿqūb Yūsuf venne a sapere della cospirazione del figlio, ʿUthmān dette rifugio a quest'ultimo a Tlemcen, assieme ai suoi sostenitori.  Abū Yaʿqūb si riconciliò presto con il figlio, chiedendo però che i suoi sostenitori cospiratori fossero giustiziati, ma Abū Saʿīd ʿUthmān si rifiutò di consegnarli. In risposta a ciò, Abū Yaʿqūb spedì una flotta che attuò un blocco navale contro il Regno di Tlemcen per gran parte del 1290, ma non ottenne alcun risultato.

## Assedio di Tlemcen
Cinque anni dopo, dopo che Abu Ya'qub Yusuf al-Nasr finì le sue campagne in al-Andalus, reparando un numeroso e variegato esercito composto da cavalieri tribali berberi e arabi, balestrieri granadini, mercenari castigliani, aragonesi, curdi, turkmeni e Oghuz, guidò una grossa spedizione contro il Regno di Tlemcen. Le armate merinidi conquistarono Taourirt nel 1295, Oujda nel 1296, Taount e Nedroma nel 1297, prima di arrivare davanti a Tlemcen nel maggio 1299, avviando uno dei più lunghi assedi della storia, che durerà otto anni, tant'è che il campo d'assedio merinide diventerà una vera e propria città, nota come al-Manṣūra. Da qui Abū Yaʿqūb diresse l'assedio contro Tlemcen, mentre altre armate vennero spedite a conquistare i possedimenti costieri del regno zayyanide.  ʿUthmān stava assediando l'importante città portuale di Béjaïa quando venne a sapere che le armate merinidi avevano raggiunto la sua capitale, si affrettò quindi a raggiungere Tlemcen.
Abū Saʿīd ʿUthmān morì il 6 giugno del 1304, il quinto anno d'assedio, a causa di un ictus nella piscina del suo palazzo. Gli succedette al trono il figlio Abu Zayyan Muhammad I.